# 格林基夫
48°41′30″N 24°6′30″E / 48.69167°N 24.10833°E
格林基夫（烏克蘭語：Гриньків），是烏克蘭西部的村莊，隸屬伊萬諾-弗蘭科夫斯克州的卡盧什區。該村始建於1973年，面積47.3平方公里，2001年人口462，人口密度每平方公里9.8人。